# آرلا فودز
آرلا فودز (دانمارکی: Arla Foods) نام یک شرکت تعاونی بین‌المللی دانمارکی و بزرگترین تولیدکنندهٔ محصولات لبنیاتی در اسکاندیناوی است.
این کمپانی از ادغامِ شرکت تعاونی لبنیات سوئدی «آرلا» و شرکت لبنیات دانمارکی «ام.دی. فودز» در ۱۷ آوریل ۲۰۰۰ میلادی ایجاد شد و چهارمین شرکت بزرگ تولید محصولات لبنی در دنیا به‌لحاظِ حجم شیر عرضه‌شده و هفتمین شرکت لبنی دنیا به‌لحاطِ گردش مالی محسوب می‌شود.
از آغاز سال ۲۰۱۶ میلادی، صاحبان این شرکت تعاونی، دامداران و کشاورزانی در سرتاسر اروپای غربی و اسکاندیناوی هستند.
آرلا فودز سه برند مشهور دارد که در سرتاسر دنیا عرضه می‌شود: «آرلا»، «کَرهٔ لورپاک» و «پنیر کاستللو»